# Uh (Micronésie)
Uh ou U est une municipalité de Pohnpei, dans le district du même nom, un des États fédérés de Micronésie. Elle compte 3 192 habitants en 2010.                  